# Johnson megye (Georgia)
Johnson megye az Amerikai Egyesült Államokban, azon belül Georgia államban található. Megyeszékhelye és legnagyobb városa Wrightsville. Lakosainak száma 9189 fő (2020. április 1.). Johnson megye Washington, Laurens, Jefferson, Emanuel, Treutlen és Wilkinson megyékkel határos.

## Népesség
A megye népességének változása:
| Lakosok száma | 9968 | 9912 | 9876 | 9767 | 9656 | 9189 |
|               | 2010 | 2011 | 2012 | 2013 | 2015 | 2020 |